# Aeroportul Perry-Houston County
Aeroportul Perry-Houston County (IATA: PXE, ICAO: KPXE, FAA LID: PXE) este un aeroport din Georgia, Statele Unite ale Americii ce deservește zona Perry⁠(d). Aeroportul a fost tranzitat în 2019 de 24 de pasageri.
Situat la o altitudine de 127 m, aeroportul dispune de 1 pistă.

## Infrastructură

### Piste
Aeroportul dispune de o singură pistă. Pista 18/36 are suprafața de asfalt și dimensiunile 4.999 picioare × 100 picioare. 